# Andreu Lacondeguy
Andreu Lacondeguy né en 1989 à Barcelone en Espagne, est un pilote professionnel de VTT.

## Biographie
Andreu Lacondeguy est actuellement l'un des meilleurs représentants de la planète freeride. Sa discipline, le slopestyle, l'amène à participer régulièrement à des compétitions aux quatre coins de la planète.
Son talent a réellement explosé pendant l'Adidas Slopestyle de Saalbach (Autriche) en 2006. La même année, il remporte sa première compétition, le Airdrome Invitational à Munich (Allemagne). Il a ensuite enchaîné les contests jusqu'à devenir une célébrité dans le petit monde du VTT.
Pour lui peu importe le chronomètre, seul le style compte, son occupation favorite reste d'ailleurs la pratique du Dirt, notamment sur les spots de Californie, avec son frère Lluis.
L'année 2007 marque un tournant dans sa carrière, il s'impose au Qashqai Urban Challenge de Milan, notamment grâce à son superbe Backflip Superman et  finit deuxième du Kokannee Crankworx à Whistler (Canada), l'évènement freeride de l'année. Son principal fait d'armes et d'avoir réussit à rentrer, pour la seconde fois de l'histoire du VTT, un double backflip en compétition, lors des 26 Trix à Leogang (Autriche).
En 2008, il remporte le slopestyle du Crankworx, notamment grâce à un double backflip qui lui vaut la note de 94.3 sur 100.
En 2009, il se classe dès le début de saison 1er du White Style à Leogang en Autriche, devant le britannique Lance Mc Dermott. Il remporte ensuite le trophée Oakley du meilleur trick au 26trix avec un Flatspin de 13 mètres de haut. On l'attend aussi beaucoup à Whistler, BC, Canada pour l'incontournable Kokanee Crankworx où il ne se classe que 8e à la fin des finales avec un score de 83. Greg Watts, Brandon Semenuk et Martin Soederstrom ayant pris respectivement les places du podium. Puis on le retrouve, notamment grâce au film New world disorder 10, parmi 5 riders exceptionnels que sont Lluis Lacondeguy, Brandon Semenuk, John Cowan and Paul Basagoita sur la « Red Bull Hell Barge » dans la baie de San Francisco.
En 2014, il remporte la RedBull Rampage, compétition de VTT freeride la plus célèbre qui a lieu dorénavant tous les ans dans l'Utah (USA)..

## Filmographie
- Earthed 3
- New World Disorder 7
- New World Disorder 8
- New World Disorder 9
- New World Disorder 10
- Where The Trail Ends